# 摂待氏
摂待氏（せつたいし）は、戦国時代の武家で、南部氏の庶族。

## 出自
摂待氏は南部一族、七戸氏の流れをくむ久慈氏の分流。閉伊郡北方のうち摂待（現・岩手県宮古市田老）を本拠とした。
久慈氏本宗は天正19年（1591年）9月、九戸一揆に加担して断絶したが、摂待氏は滅亡時の当主備前守直治の弟・治光にはじまり、南部氏につき命脈を保った。

## 歴史
下閉伊郡宮古摂待村領主・出羽治光は沼袋（田野畑村）、尼額（岩泉町）、摂待の三カ所を領していたが、病身のため久慈に蟄居（）しており、九戸の乱勃発により、娘婿・葛巻の穴沢篠本に身を隠しその扶助を受けたとされる。
子の治吉は南部信直の軍に従い軍功を挙げた。

## 系譜
```
　　　┃
　 久慈信義
　　　┣━━━━━┓
　　　 直治 　 
八戸家中
　　　　　
　　　┃　　　 久慈治光　　　　　　　　　　
　　　 政則　　　 ┃　
　　　 　　　　　　治吉
　　　　　　　　　┣━━━━━━※（摂待家）　
　　　　　　　　
摂待
直治　　　　　　　　　　　　　　　　　
　　　　　　　　　┣━━━━┳━━━━━━━━━━━━━━━━━━━━━┓　
　　　　　　　　　 治次　　　正治　　　　　　　　　　　　　　　　　　
八戸家中

　　　　　　　　　　　　　　┣━━━━┳━━━━━━━━━━┓　　　 
角沢
治定
　　　　　　　　　　　　　　 宗治　　　廣治　　　　　　　　景治　　　　　┃
　　　　　　　　　 　　　　 ┃　　　　┣━━━━┓　　　(中里家養子)　　 治喜 
　　　　　　　　　　　　　　 武治  　治普　　　　岡右衛門　　　　　　　　┃　　
　　　　　　　　　 　　　　 ┃　 (角沢家養子)(中里家養子)　　　　　　　　治助 
　　　　　　　　　　　　　　　　 　　　　　　　　　　　　　　　　　　　

　　　　　　　　　　　※（摂待家）━━━━━┳━━━━┳━━━━━━━━━━━━━━━━━━━━━━━━━━━━━━━━━━━━━━┳━━━━┓　　
　 　　　　　　　　　　　　　　　　　　　摂待治種　摂待吉道　　　　　　　　　　　　　　　　　　　　　　　　　　　　　　　　　　
八戸家中
　　
摂待茂右衛門家

　　　　　　　　　　　　　　　　　　　　　　　　　　　┣━━━━┓　　　　　　　　　　　　　　　　　　　　　　　　　　　　　　　 摂待治品　 摂待治氏
　　　　　　　　　　　　　　　　　　　　　　　　　　　弥次兵衛　道治　　　　　　　　　　　┏━━━━━━━━━━━━━━━━━━━━┫　　　　 ┣━━━┓
　　　　　　　　　　　 　　　　　　　　　　　　　　　　　　　　 ┃　　　　　　　　　　
久慈三吾家
　　　　　　　　　　　　　　　　　　　一治　　　　治真　　治充
　　　　　　　　　　　　　　　　　　　　　　　　　　　　　　　　道安　　　　　　　　　 
久慈
治房　　　　　　　　　　　　　　　　　　 ┃　　　　 ┃
　　　　　　　　　　　　　　　　　　　　　　　　　　　　　　　　┣━━━━━━━━┓　　　┣━━━━━━┳━━━━━━━┓　　　　　喬治　　　 治純
　　　　　　　　　　　　　　　　　　　　　　　　　　　　　　　　治祐　　　　　　　治貞　　治宰　　　　　治興　　　　　　治祐　　　　┃　　　　 ┣━━━┳━━━┳━━━┓
　　　　　　　　　　　　　　　　　　　　　　　　　　　　　　　　┣━━━━┓ 　　 ┃　　　┣━━━┓　　┣━━━┓　(小笠原家養子)　治賢　　　 治亮　　廣治　　治英　　治慶
　　　　　　　　　　　　　　　　　　　　　　　　　　　　　　　　治武　　　光記　　治種　　治章　　治暢　治宥　　市右衛門　　　　　　　　　　　 ┃　　　┣━━━━━┓
　　　　　　　　　　　　　　　　　　　　　　　　　　　　　　　　　　 (石井家養子) 　　　　┃　　　┃　　　　　　┃　　　　　　　　　　　　　　 治好 　　治　　　　　治舊
　　　　　　　　　　　　　　　　　　　　　　　　　　　　　　　　　　　　　　　　　　　　　治包　　　　　　　　　与九郎　　　　　　　　　　　　 ┃　(久慈家養子)(久慈家養子)
　　　　　　　　　　　　　　　　　　　　　　　　　　　　　　　　　　　　　　　　　　　　　　　　　　　　　　　　┃　　　　　　　　　　　　　　 治高
　　　　　　　　　　　　　　　　　　　　　　　　　　　　　　　　　　　　　　　　　　　　　　　　　　　　　　　　忠右衛門　　　　　　　　　　　 ┃
```